# Suzuki Ignis

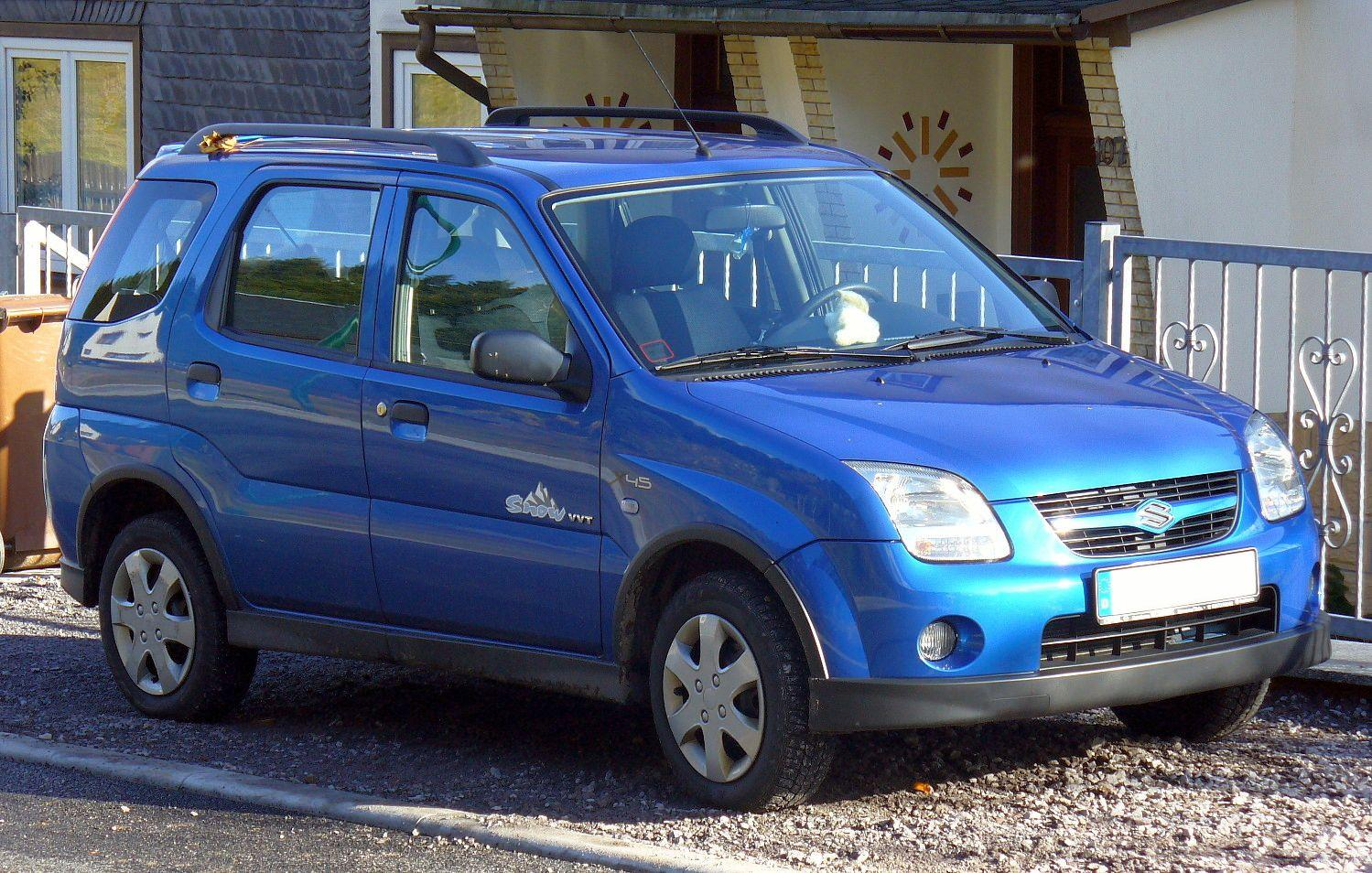
Suzuki Ignis.

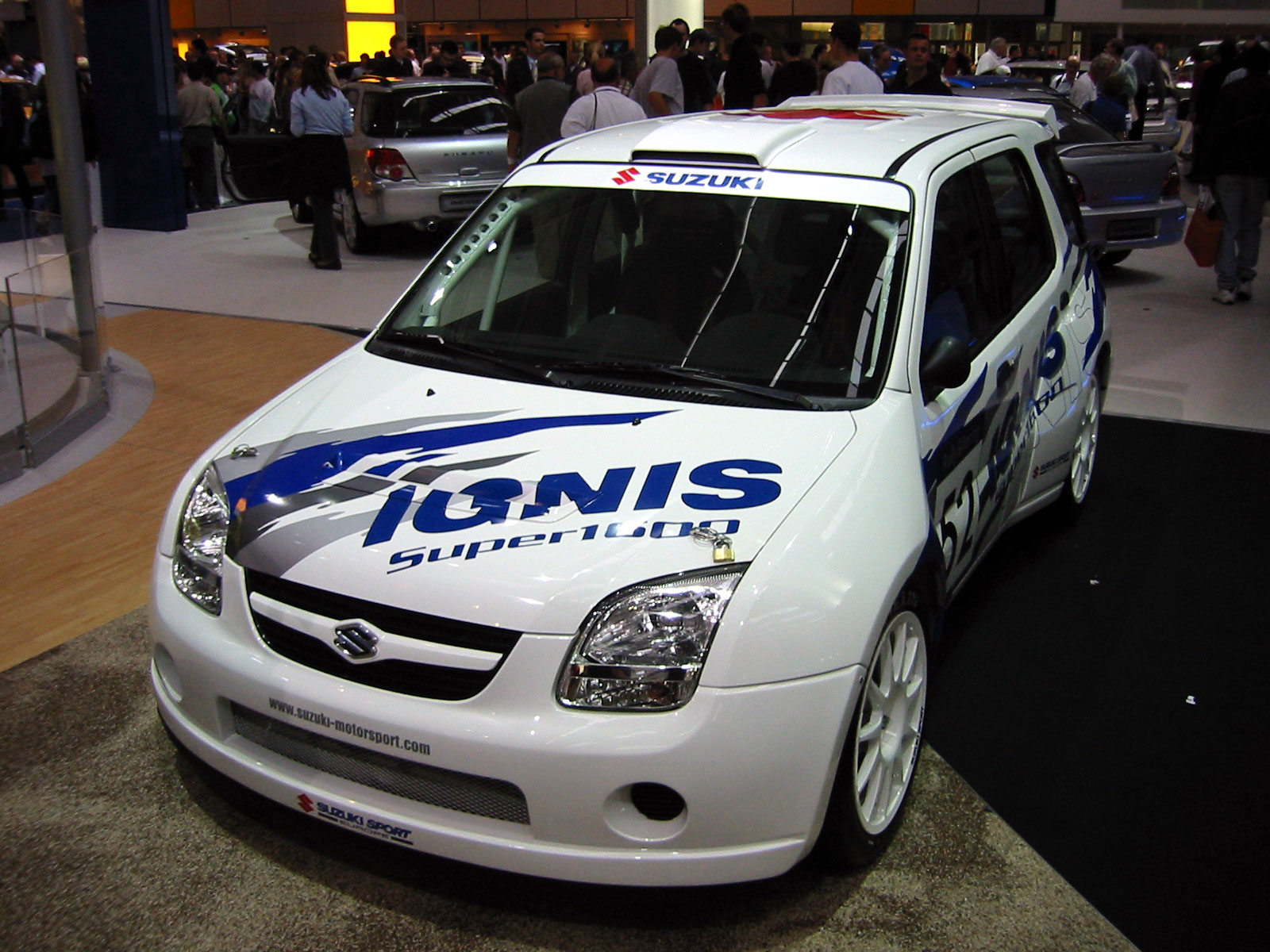
Suzuki Ignis Super 1600.

Suzuki Ignis är en mini-SUV som presenterades i sin första version år 2000. Denna variant, som aldrig marknadsfördes i Sverige, gick att få med både fram- och fyrhjulsdrift. På vissa marknader såldes även en snarlik modell under namnet Subaru Justy. År 2003 kom en ny generation, kallad Ignis SUV, vilken även kom att säljas i Sverige. En framhjulsdriven och en fyrhjulsdriven modell erbjöds. Den framhjuldrivna i kombination med en 1.3-liters motor på 94 hästkrafter. Den fyrhjulsdriva motoriseras av en 1.5-litersmotor på 99 hk. Denna tillverkas i Ungern. Samtidigt introducerades en framhjulsdriven tredörrarsvariant av Ignis av första generationen, kallad Ignis Sport, vilken tidigare bara hade sålts i Japan. Ignis Sport ska för övrigt inte ses som en SUV, utan snarare som en GTI-modell med sitt sportiga designattribut och motor på 109 hästkrafter.